# Borley Rectory
Borley Rectory (Borley Præstegård) var et hus der lå i den lille engelske landsby Borley, som ligger i Essex i England. Huset var kendt for at være hjemsøgt af spøgelser. Det blev beskrevet som "det mest hjemsøgte hus i England", af den parapsyologiske forsker Harry Price.
Huset blev bygget i 1862, men brændte ned i 1939 og blev herefter nedrevet i 1944.